# 国家林业局
国家林业局，是已撤销的中华人民共和国国务院直属机构，负责林业工作。

## 沿革
1998年国务院机构改革中，1998年3月10日，九届全国人大一次会议通过国务院机构改革方案，林业部改为国务院直属机构国家林业局。2008年，根据《国务院关于机构设置的通知》（国发〔2008〕11号），设立国家林业局，为国务院直属机构。
1998年3月20日 中共中央批准国家林业局成立党组，王志宝任党组书记。3月23日，中共中央组织部同意李育材任国家林业局党组副书记，李昌鉴、江泽慧任党组成员。3月25日，国家林业局领导班子宣布会在北京召开，中共中央政治局委员、中央书记处书记、国务院副总理温家宝出席并讲话，中央组织部副部长张柏林宣布国家林业局领导班子组成名单。3月29日，《国务院关于议事协调机构和临时机构设置的通知》（国发〔1998〕7号）保留全国绿化委员会，具体工作由国家林业局承担。 
1998年11月3日，国务院第24次总理办公会议决定，调整武警森林部队领导管理体制，实行武警总部和国家林业局双重领导体制，由武警总部统一领导武警森林部队的军事、政治、后勤工作，国家林业局负责部队业务工作。成立武警森林部队指挥部。武警森林部队的森林防火业务工作实行中央和地方双重领导。1999年2月5日，国务院、中央军委以国发〔1999〕6号印发《国务院、中央军委关于调整武警黄金、森林、水电、交通部队领导管理体制及有关问题的通知》，明确森警部队实行新领导管理体制，改称武警森林部队，接受武警总部和国家林业局双重领导。1999年7月26日，中国人民武装警察部队森林指挥部领导班子成员宣布大会在北京召开，武警部队副政委刘源宣读国务院、中央军委关于武警森林指挥部领导班子成员任职命令，国家林业局局长王志宝兼武警森林指挥部党委第一书记、第一政委。8月4日，武警森林指挥部成立大会在北京举行。
2000年1月26日，国际竹藤组织在北京举行总部大楼和国际竹藤网络中心工程开工典礼，中共中央政治局委员、国务院副总理钱其琛，国家计委副主任刘江，国家林业局局长、国际竹藤组织理事会主席王志宝，国际竹藤组织董事会主席高登·史密斯等出席并剪彩。2000年4月4日，中央机构编制委员会办公室以中编办字〔2000〕35号批准国家林业局成立“国际竹藤网络中心”。 
1998年中共十五届三中全会强调“改善生态环境是关系中华民族生存和发展的长远大计，也是防御旱涝等自然灾害的根本措施”。1998年三江水灾后，中共中央、国务院《关于灾后重建、整治江河、兴修水利的若干意见》中，将“封山植树，退耕还林”放在首位。1998年8月23日，在四川省率先启动天然林资源保护工程。1998年11月，国务院制定并下发《全国生态环境建设规划》，明确了中国生态环境建设的总体目标。1999年1月，在全国林业厅局长会议上，国家林业局提出了新形势下发展林业的新思路：“要遵循现代林业的思想，按照建立比较完备的林业生态体系和比较发达的林业产业体系的目标，大力推进和深化林业分类经营改革，以此为突破口，来促进整个林业的改革和发展。”2000年在全国17个省、自治区的193个县全面启动退耕还林还草试点示范工程。
2001年后，国家林业局将十多个林业重点生态工程系统整合成六大林业重点工程：天然林资源保护、退耕还林、京津风沙源治理、“三北”和长江等防护林建设、野生动植物保护及自然保护区建设、速生丰产用材林基地建设。此后五年，林业工作主要围绕六大林业重点工程展开。2001年下半年起的两年中，国家林业局还开展了“中国可持续发展林业战略研究”。
2003年6月，中共中央、国务院颁布《关于加快林业发展的决定》。2003年7月，国家林业局召开全国林业厅局长座谈会，落实该决定中的林业工作总体部署，要求以“六大林业重点工程”为重点，办好科教兴林、依法治林这两件大事，强化“严管林、慎用钱、质为先”三项工作，推进四项改革（林业分类经营管理体制、重点国有林区森林资源管理体制、林业产权制度、林业综合执法），做好各级林业主管部门“思想、组织、业务、作风、制度”五大建设。同年9月，国务院召开全国林业工作会议。2004年3月，十届全国人大二次会议通过的政府工作报告指出“实施生态建设为主的林业发展战略”。2003年至2004年，全国各省（自治区、直辖市）落实中央要求，纷纷召开林业工作会议，出台加快林业发展的文件。
2005年初，在全国林业厅局长会议上，国家林业局党组得出中国生态建设正处于“治理与破坏相持阶段”的判断。7月29日，国家林业局党组提出相持阶段林业发展的基本思路，实行东扩（扩展东部少林地区林业发展的空间和内涵）、西治（加快西部地区的生态治理步伐）、南用（利用南方优越的水热条件和经济社会优势，提高林业的质量和效益）、北休（推进东北地区天然林休养生息）的区域发展战略，推动生态建设尽快进入治理大于破坏阶段。
2006年2月，在全国林业厅局长会议上，国家林业局党组突出了“十一五”林业工作的总体要求。2007年1月全国林业厅局长会议的主题为“坚持科学发展，建设现代林业，为构建社会主义和谐社会作贡献”。2008年初的全国林业厅局长会议上，贾治邦代表国家林业局党组作《履行建设生态文明重大使命，推进现代林业又好又快发展》主题报告，指出“建设生态文明是党中央、国务院赋予林业的重大使命，也是我国对人类应尽的重要义务和历史责任。”力争到2010年全国森林覆盖率达20%，森林蓄积量达132亿立方米以上，“森林的质量效益明显提升，林业的三大功能明显增强，社会生态文明观念逐步树立。”现代林业建设基本原则为：“把建设生态文明作为战略目标；把解放思想作为重要前提；把深化改革作为根本动力；把加强森林经营作为永恒主题；把兴林富民作为根本宗旨。”
2008年1月15日，国家林业局在北京召开14省（市）集体林权制度改革座谈会。4月28日，中共中央总书记胡锦涛主持中共中央政治局会议，研究部署推进集体林权制度改革。6月8日，中共中央以中发〔2008〕10号印发《中共中央国务院关于全面推进集体林权制度改革的意见》。集体林权制度改革随后在浙江、福建、辽宁、江西先行试点的基础上，在全国普遍开展。
2009年6月，中央首次召开中央林业工作会议，系统研究了新形势下林业改革发展问题，全面部署推进集体林权制度改革工作。中共中央政治局常委、国务院总理温家宝会见全体代表并讲话，要求坚定不移地推进集体林权制度改革，用5年左右时间基本完成集体林地明晰产权、承包到户的改革任务。中共中央政治局委员、国务院副总理回良玉出席会议并讲话。国家林业局党组书记、局长贾治邦主持会议并发言。
2018年3月17日第十三届全国人民代表大会第一次会议通过《第十三届全国人民代表大会第一次会议
关于国务院机构改革方案的决定》，批准《国务院机构改革方案》。方案规定：“组建国家林业和草原局。将国家林业局的职责，农业部的草原监督管理职责，以及国土资源部、住房和城乡建设部、水利部、农业部、国家海洋局等部门的自然保护区、风景名胜区、自然遗产、地质公园等管理职责整合，组建国家林业和草原局，由自然资源部管理。国家林业和草原局加挂国家公园管理局牌子。不再保留国家林业局。”

## 职责
1. 负责全国林业及其生态建设的监督管理。拟订林业及其生态建设的方针政策、发展战略、中长期规划和起草相关法律法规并监督实施。制定部门规章、参与拟订有关国家标准和规程并指导实施。组织开展森林资源、陆生野生动植物资源、湿地和荒漠的调查、动态监测和评估，并统一发布相关信息。承担林业生态文明建设的有关工作。
2. 组织、协调、指导和监督全国造林绿化工作。制定全国造林绿化的指导性计划，拟订相关国家标准和规程并监督执行，指导各类公益林和商品林的培育，指导植树造林、封山育林和以植树种草等生物措施防治水土流失工作，指导、监督全民义务植树、造林绿化工作。承担林业应对气候变化的相关工作。承担全国绿化委员会的具体工作。
3. 承担森林资源保护发展监督管理的责任。组织编制并监督执行全国森林采伐限额，监督检查林木凭证采伐、运输，组织、指导林地、林权管理，组织实施林权登记、发证工作，拟订林地保护利用规划并指导实施，依法承担应由国务院批准的林地征用、占用的初审工作，管理重点国有林区的国有森林资源，承担重点国有林区的国有森林资源资产产权变动的审批工作。
4. 组织、协调、指导和监督全国湿地保护工作。拟订全国性、区域性湿地保护规划，拟订湿地保护的有关国家标准和规定，组织实施建立湿地保护小区、湿地公园等保护管理工作，监督湿地的合理利用，组织、协调有关国际湿地公约的履约工作。
5. 组织、协调、指导和监督全国荒漠化防治工作。组织拟订全国防沙治沙、石漠化防治及沙化土地封禁保护区建设规划，参与拟订相关国家标准和规定并监督实施，监督沙化土地的合理利用，组织、指导建设项目对土地沙化影响的审核，组织、指导沙尘暴灾害预测预报和应急处置，组织、协调有关国际荒漠化公约的履约工作。
6. 组织、指导陆生野生动植物资源的保护和合理开发利用。拟订及调整国家重点保护的陆生野生动物、植物名录，报国务院批准后发布，依法组织、指导陆生野生动植物的救护繁育、栖息地恢复发展、疫源疫病监测，监督管理全国陆生野生动植物猎捕或采集、驯养繁殖或培植、经营利用，监督管理野生动植物进出口。承担濒危物种进出口和国家保护的野生动物、珍稀树种、珍稀野生植物及其产品出口的审批工作。
7. 负责林业系统自然保护区的监督管理。在国家自然保护区区划、规划原则的指导下，依法指导森林、湿地、荒漠化和陆生野生动物类型自然保护区的建设和管理，监督管理林业生物种质资源、转基因生物安全、植物新品种保护，组织协调有关国际公约的履约工作。按分工负责生物多样性保护的有关工作。
8. 承担推进林业改革，维护农民经营林业合法权益的责任。拟订集体林权制度、重点国有林区、国有林场等重大林业改革意见并指导监督实施。拟订农村林业发展、维护农民经营林业合法权益的政策措施，指导、监督农村林地承包经营和林权流转，指导林权纠纷调处和林地承包合同纠纷仲裁。依法负责退耕还林工作。指导国有林场（苗圃）、森林公园和基层林业工作机构的建设和管理。
9. 监督检查各产业对森林、湿地、荒漠和陆生野生动植物资源的开发利用。制定林业资源优化配置政策，按照国家有关规定，拟订林业产业国家标准并监督实施，组织指导林产品质量监督，指导赴境外森林资源开发的有关工作。指导山区综合开发。
10. 承担组织、协调、指导、监督全国森林防火工作的责任，组织、协调、指导武装森林警察部队和专业森林扑火队伍的防扑火工作，承担国家森林防火指挥部的具体工作。承担林业行政执法监管的责任，指导全国森林公安工作，监督管理森林公安队伍，指导全国林业重大违法案件的查处。指导林业有害生物的防治、检疫工作。
11. 参与拟订林业及其生态建设的财政、金融、价格、贸易等经济调节政策，组织、指导林业及其生态建设的生态补偿制度的建立和实施。编制部门预算并组织实施，提出中央财政林业专项转移支付资金的预算建议，管理监督中央级林业资金，管理中央级林业国有资产，负责提出林业固定资产投资规模和方向、国家财政性资金安排意见，按国务院规定权限，审批、核准国家规划内和年度计划内固定资产投资项目。编制林业及其生态建设的年度生产计划。
12. 组织指导林业及其生态建设的科技、教育和外事工作，指导全国林业队伍的建设。
13. 承办国务院交办的其他事项[2]。

## 机构设置

### 内设机构
- 办公室：负责文电、会务、机要、档案等机关日常运转工作；承担宣传、信息、安全、保密和信访工作；指导林业生态文明和生态文化建设相关工作；承担机关财务和国有资产管理工作。下设综合处、秘书室、机要值班处（下设值班室、机要室）、信息处、督察处、文书档案处（下设档案室、收发室）、信访保卫处（下设信访接待室、警卫班、大门传达室）。
- 政策法规司：提出林业及其生态建设的综合性方针、政策建议；拟订林业法制建设规划和年度工作计划；组织起草有关法律法规，拟订部门规章；负责林业行政执法监督，协调行政执法中的重大问题；承担林业行政应诉、行政复议和听证相关工作；承办林业行政许可相关工作。下设政策处、法规处、执法监督和行政许可处（综合处）。
- 造林绿化管理司（全国绿化委员会办公室、长防办）：承担全国种苗、造林、营林质量管理；指导以植树种草等生物措施防治水土流失工作；指导各类公益林和商品林的培育；组织、指导全国林业有害生物防治、检疫和预测预报；指导、监督全民义务植树、城乡绿化、部门绿化工作；拟订林业应对气候变化的政策、措施并组织实施；承担全国绿化委员会的具体工作。下设综合业务管理处、义务植树和造林管理处、森林经营管理处、生态工程管理处、林业有害生物防治处、林业应对气候变化处、经济林和花卉管理处、部门绿化管理处、林业生物质能源办公室。
- 森林资源管理司：组织开展全国森林资源调查、动态监测与评价，统一发布相关信息；拟订森林资源可持续发展的政策措施和技术规程，编制全国森林采伐限额；承担林地林权的有关管理工作；监督林地征用、占用和林地开发利用工作，承办对依法应由国务院批准的林地征用、占用的初审工作；管理监督重点国有林区的国有森林资源及其管理机构；负责重点林区的国有森林资源资产产权变动的审批；指导、监督林木凭证采伐、运输；管理监督国家林业局派驻各地资源监督机构的业务和规范化建设。下设综合业务处、林地管理处、林权管理处、资源调查管理处、资源利用监管处。
- 野生动植物保护与自然保护区管理司（保护办）：指导陆生野生动植物的救护繁育、栖息地恢复发展；监督管理全国陆生野生动植物猎捕或采集、驯养繁殖或培植、经营利用及其专用标识、疫源疫病监测；研究提出国家重点保护的陆生野生动物、植物名录的调整意见；承担森林和陆生野生动物类型自然保护区、森林公园的有关管理工作；承办生物多样性保护及其履约的有关工作；监督管理陆生野生动植物进出口；承担濒危野生动植物种国际贸易公约履约的有关工作。下设野生动物保护与繁育利用监管处、野生植物保护与培育利用监管处、自然保护区管理与生物多样性保护处、野生动物疫源疫病监测防控处、中国大熊猫保护管理办公室、综合处。
- 农村林业改革发展司（全国木材行业管理办公室）：承担组织指导林业改革和农村林业发展的工作；指导、监督集体林权制度改革方针政策的落实；组织拟订农村林业发展、维护农民经营林业合法权益的政策措施并指导实施；指导农村林地林木承包经营、流转及林权管理；监督林权纠纷调处和林地承包合同纠纷仲裁。同时承担全国木材行业管理办公室职责：（1）负责指导全国木材行业管理工作。（2）参与拟定木材（含竹材，下同）经营加工的方针、政策、法规、规程及全国木材行业发展战略、规划和生产力布局并监督实施。（3）参与木材行业产业政策、重大技术经济政策的制定及指导木材行业产业产品结构的调整，负责全国提高森林资源的综合利用工作。（4）分析全国木材产、供、销状况并协调指导木材及其加工产品的进出口工作。（5）负责对全国各种经济成分的木材经营加工企业实行宏观管理和指导，规范企业行为；指导地方林业行政主管部门对本辖区内木材经营加工单位的监督和管理。（6）指导木材及其他林产品市场的建设和运行，维护木材经营加工行业平等竞争秩序。（7）指导木材行业的安全生产和职业卫生工作。（8）协调指导有关行业协会的工作。（9）承办局领导交办的其他事项。下设综合处、承包经营管理处、林权流转收储与抵押贷款处、木材行业管理处、林下经济与非木质产业发展处、林业安全生产与市场监管处。
- 森林公安局（国家森林防火指挥部办公室）：掌握全国森林火情，发布森林火险和火灾信息，协调指导重特大森林火灾扑救工作；组织、指导、协调武装森林警察部队和专业森林扑火队伍的防扑火工作；承办国家森林防火指挥部的具体工作；指导森林公安工作，管理森林公安队伍；协调和督促查处特大森林案件；指导林区社会治安治理工作。下设综合处、政治处、督察处、治安处、刑侦处、装备处、预防处、扑救处、航空护林处、指挥协调处、预警处、监测处、信息处。
- 发展规划与资金管理司：拟订林业及其生态建设的发展战略、中长期规划并监督实施；组织、指导林业及其生态建设的生态补偿制度的建立和实施；编制和组织实施部门预算，提出中央财政林业专项转移支付资金的预算建议；管理监督中央级林业资金；审核重点林业建设项目，提出中央林业固定资产投资规模建议，编制林业及其生态建设年度生产计划；负责统计信息工作。下设综合处、规划处、建设管理处、年度计划处、统计信息处、区域开发处、涉外经济处、山区综合开发处、预算管理处、行业财务管理处、资产与会计管理处、工程财务处、木材行业管理处、安全生产处、生态处、金融与保险处、资源资产评估处、机关财务处。
- 科学技术司：组织开展林业科学研究和技术推广工作；组织、指导林业科技体制改革和林业创新体系建设、林业技术推广体系建设；承办林业标准化、林业技术监督、林产品质量监督和有关植物新品种保护、管理的有关工作；管理监督林业生物种质资源、林业转基因生物安全；组织、指导国外林业先进技术及智力引进；参与履行国际植物新品种公约、生物安全议定书。下设综合处、计划处、推广处、标准处、油茶办。
- 国际合作司（港澳台办公室）：组织、指导林业国际合作与交流；承办林业及其生态建设的重要国际活动和履约工作；承担签署并执行有关国际协定、协议和议定书的工作；承办涉及港澳台的林业事务；审批和实施有关国际合作与交流项目；承担亚太地区森林恢复和可持续管理网络建设相关工作。下设双边处、多边处、办公室。
- 人事司：承办机关和直属单位的人事和机构编制事项；指导林业人才培训和教育发展规划并组织实施；承办指导林业队伍建设的有关工作。下设综合处、干部管理处、教育培训处、人才劳资处。
- 直属机关党委：负责机关和在京直属单位的党群工作。下设组织部（纪委办）、宣传部（信息处、机关团委）、统战群工部（办公室）。
- 直属机关工会联合会：下设工会办公室、妇工委办公室、体协、阅览室。
- 离退休干部局：（1）贯彻党中央、国务院有关离退休干部工作的方针、政策，并根据离退休干部统一管理、待遇分开的原则，拟定国家林业局的具体实施办法。（2）负责组织离退休干部阅读、学习文件、通报情况、走访慰问、参观、参加会议，宣传党和国家的路线、方针、政策和林业的重大决策。（3）负责离退休干部党组织建设和思想政治工作；发挥离退休干部在物质文明、政治文明和精神文明建设中的作用。（4）负责离退休干部的医疗保健、生活福利和离休干部健康休养、用车等工作。（5）负责组织开展有益于老年人身心健康、科学文明的文化体育活动。（6）负责国家林业局机关离退休经费的使用和管理。（7）会同或配合有关部门办理离退休干部的丧葬和善后事宜。（8）指导国家林业局直属单位的离退休干部工作。（9）承办上级领导交办的其它工作。下设办公室、综合处、生活处、秘书处、文体处、党办、保健处[2]。

### 直属单位
- 信息化管理办公室
- 国有林场和林木种苗工作总站
- 林业工作站管理总站
- 基金管理总站
- 宣传办公室
- 濒危物种进出口管理办公室
- 天然林保护工程管理中心
- 西北华北东北防护林建设局
- 退耕还林（草）工程管理办公室
- 防治荒漠化管理中心
- 世界银行贷款项目管理中心
- 中华人民共和国国际湿地公约履约办公室
- 科技发展中心（植物新品种保护办公室）
- 经济发展研究中心
- 人才开发交流中心（专业技术资格评定办公室、职业技能鉴定指导中心）
- 中国林业科学研究院
- 调查规划设计院
- 林产工业规划设计院
- 管理干部学院
- 中国林业出版社
- 国际竹藤中心
- 中国林学会
- 中国野生动物保护协会
- 中国花卉协会
- 中国绿化基金会
- 中国林业产业联合会
- 中国绿色碳汇基金会
- 森林病虫害防治总站
- 北方航空护林总站
- 南方航空护林总站
- 南京森林警察学院
- 华东林业调查规划设计院
- 中南林业调查规划设计院
- 西北林业调查规划设计院
- 昆明勘察设计院
- 国家林业局驻黑龙江森林资源监督专员办事处（中华人民共和国濒危物种进出口管理办公室黑龙江办事处）
- 国家林业局驻长春森林资源监督专员办事处（中华人民共和国濒危物种进出口管理办公室长春办事处）
- 国家林业局驻云南省森林资源监督专员办事处（中华人民共和国濒危物种进出口管理办公室云南省办事处）
- 国家林业局驻乌鲁木齐森林资源监督专员办事处（中华人民共和国濒危物种进出口管理办公室乌鲁木齐办事处）
- 中国大熊猫保护研究中心
- 全国木材行业管理办公室
- 中国治沙暨沙业学会
- 中国林业工程建设协会
- 中国经济林协会
- 中国林业职工思想政治工作研究会[2]

## 历任领导
| 局长 - 王志宝（1998年4月5日－2000年12月2日） - 周生贤（2000年12月2日－2005年12月1日） - 贾治邦（2005年12月1日－2012年3月25日）（正部长级） - 赵树丛（2012年3月25日－2015年7月13日） - 张建龙（2015年7月13日－2018年3月） 副局长 - 李昌鉴（1998年4月9日－1999年3月）（副部长级） - 李育材（1998年4月9日－2010年2月）（副部长级） - 周生贤（1999年3月9日－2000年11月）（副部长级） - 马福（1999年5月12日－2003年） - 雷加富（2001年2月26日－2008年6月） - 祝列克（2001年11月21日－2011年4月） - 赵学敏（2003年10月9日－2007年）（副部长级） - 张建龙（2003年10月9日－2015年7月13日） - 印红（2007年9月29日－2014年2月27日） - 孙扎根（2008年11月1日－2015年9月11日，2009年3月起兼国家森林防火指挥部副总指挥） - 张永利（2010年6月22日－2018年3月） - 赵树丛（2011年4月18日－2012年3月） - 陈凤学（2014年2月27日－2016年12月9日） - 刘东生（2014年2月27日－2018年3月） - 彭有冬（2015年9月11日－2018年3月） - 李树铭（2016年8月26日－2018年3月） - 李春良（2016年12月30日－2018年3月） 总工程师 - 卓榕生（2008年11月－？） - 姚昌恬（？－？） - 陈凤学（2011年5月－2014年2月） - 封加平（2014年3月－2018年3月） 总经济师 - 张鸿文（2015年12月－2018年3月，兼办公室主任） 国家森林防火指挥部专职副总指挥 - 杜永胜（2011年5月－11月，国家林业局森林公安局局长、分党组书记，国家森林防火指挥部副总指挥兼办公室副主任；2011年11月－2016年11月，国家森林防火指挥部专职副总指挥） - 马广仁（2016年11月－2018年3月） | 党组书记 - 王志宝（1998年3月20日－2000年11月） - 周生贤（2000年11月9日－2005年11月） - 贾治邦（2005年11月30日－2012年3月） - 赵树丛（2012年3月16日－2015年6月） - 张建龙（2015年6月19日－2018年3月） 党组副书记 - 李育材（1998年3月23日－2010年2月） - 周生贤（1999年2月11日－2000年11月） - 祝列克（2010年2月－2011年4月） - 赵树丛（2011年4月7日－2012年3月） - 张建龙（2012年6月－2015年6月） 党组成员 - 李昌鉴（1998年3月23日－1999年2月11日，副局长兼驻局纪检组组长） - 江泽慧（1998年3月23日－2006年12月，中国林业科学研究院院长、分党组书记） - 杨继平（1999年3月29日－2008年12月，驻局纪检组组长） - 马福（1999年4月23日－2003年） - 雷加富（2001年2月10日－2008年6月） - 祝列克（2001年11月12日－2010年2月） - 赵学敏（2003年9月25日－2007年） - 张建龙（2003年9月25日－2012年6月） - 孙扎根（2008年3月18日－2015年9月） - 陈述贤（2008年12月16日－？，2016年2月前任驻局纪检组组长） - 张永利（2010年6月8日－2018年3月） - 陈凤学（2014年2月17日－2016年12月） - 彭有冬（2014年2月17日－2018年3月，2015年9月前兼科学技术司司长） - 谭光明（2015年6月23日－2018年3月，兼人事司司长、国家林业局党校副校长） - 李树铭（2016年8月－2018年3月） - 李春良（2016年12月－2018年3月） |

## 中央纪委驻国家林业局纪检组
中央纪委驻国家林业局纪检组（监察部驻国家林业局监察局）是中央纪委监察部派驻机构。2016年撤销，改由中央纪委驻农业部纪检组综合监督。
| 组长 - 李昌鉴（1998年3月－1999年3月，副局长兼） - 杨继平（1999年3月29日－2008年12月） - 陈述贤（2008年12月16日－2016年2月） 副组长 - 杨继平（1998年4月－1999年3月，副组长兼监察局局长） - 刘双来（？－？，副组长兼监察局局长） - 樊德新（？－？，副组长兼监察局局长） - 严晓凌（？－？，监察局副局长） - 周洪（？－？，监察局副局长） - 吴兰香（？－？，监察局副局长） - 张习文（？－？，副组长兼监察局局长） | 正局级纪律检查员 副局级纪律检查员 |